# جاك سابير
جاك سابير (بالفرنسية: Jacques Sapir)‏ هو عالم اقتصاد فرنسي ولد في بيتو في فرنسا.